# Hemden

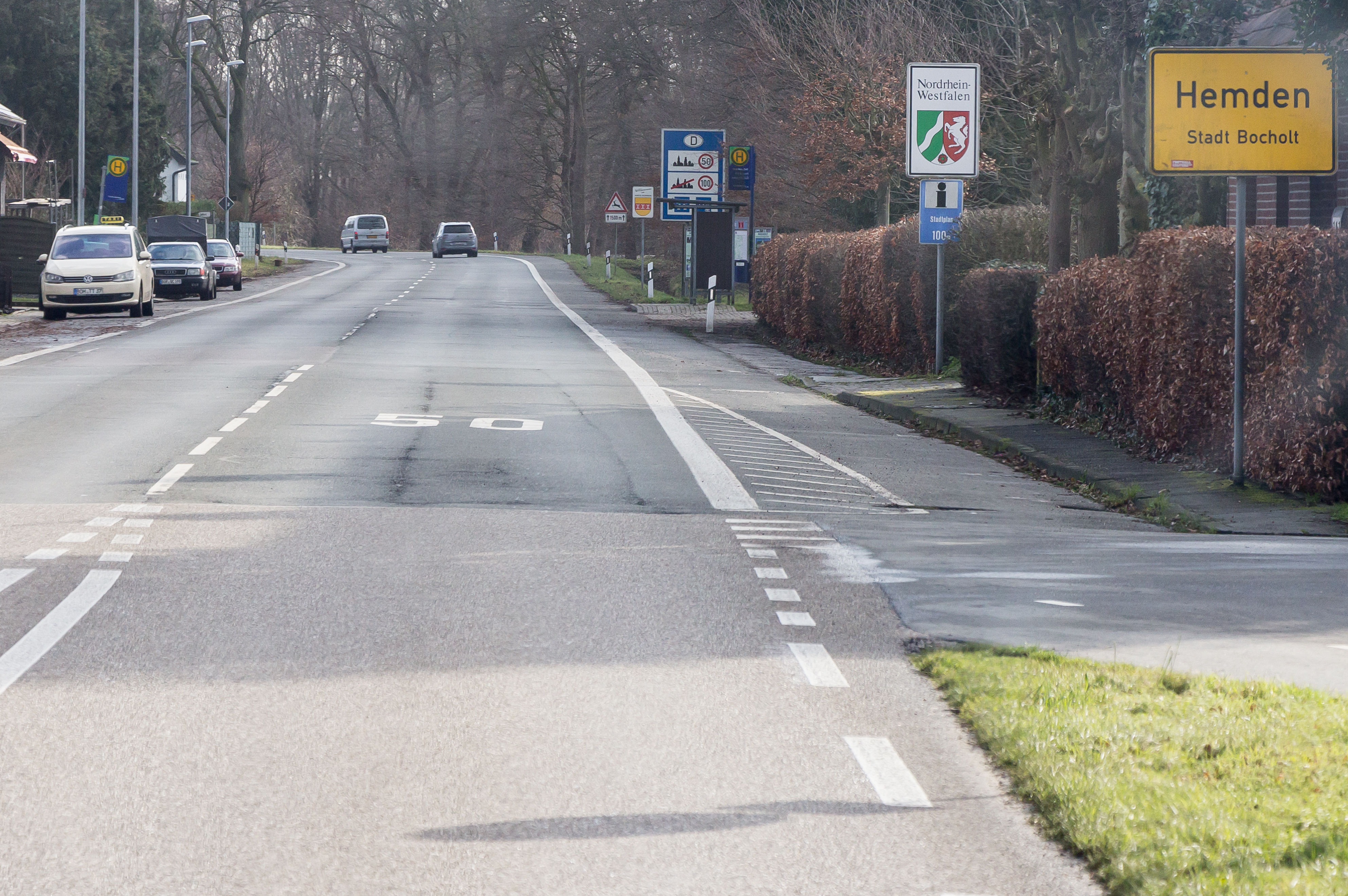
Grenzübergang in Hemden

Hemden ist ein ländlich strukturierter Stadtteil von Bocholt in Nordrhein-Westfalen mit 834 Einwohnern (Stand 31. Dezember 2017). Bis zur Eingemeindung am 1. Januar 1975 war Hemden eine eigenständige Gemeinde im Amt Liedern-Werth.

## Lage
Hemden liegt zwischen der deutsch-niederländischen Grenze (Aalten-Heurne) im Norden, dem Stadtteil Stenern im Osten, dem Stadtteil Holtwick im Süden und dem Stadtteil Spork im Westen.

## Geschichte
Die Gemeinde, die 1951 eine Fläche von 12,96 km² umfasste, entstand aus einer Bauerschaft. 1662 zählte sie 169 Einwohner. Zwischen 1818 und 1950 stieg die Einwohnerzahl Hemdens von 437 auf 823. Die Besiedlung Hemdens bestand lange im Wesentlichen nur aus Einzelgehöften, ehe im 20. Jahrhundert an der Alten Aaltener Straße und am Grenzübergang an der Hamalandstraße kleinere zusammenhängende Wohnsiedlungsbereiche entstanden.
Bodenfunde weisen auf eine frühgeschichtliche Besiedlung hin. Zahlreiche Urnenfunde auf dem Hemdener Höhenrücken nahe der Hexenbulte nähren die Vermutung, dass in der Antike dort eine Siedlung der Brukterer bestanden haben könnte. Im 10. Jahrhundert wurde Hemden als „Hemidene“ erwähnt und befand sich in der Grundherrschaft des Klosters Werden. Um 1150 datiert eine Erwähnung als „Hemete“. Unter der Bezeichnung „legio Hemeden“ war der Ort 1280 Teil des Kirchspiels von St. Georg in Bocholt. Baldewin von Steinfurt (1244–1318) belehnte 1284 einen gewissen Vrowin von Berge mit der Manse Kotering in der Bauerschaft Hemden. 1674 ließ der Fürstbischof von Münster, Christoph Bernhard von Galen, als Missionsstation für niederländische Katholiken die Heilig-Kreuz-Kapelle errichten, ein Oktogon aus Holz, das zwischen 1710 und 1714 um einen rechteckigen Bau erweitert wurde. Nachdem in den Niederlanden Ende des 18. Jahrhunderts die Religionsfreiheit eingeführt worden war, wurde die Kapelle entbehrlich und 1823 abgerissen. An ihren Standort erinnert ein barockes Steinkreuz. Eine erste Schule lässt sich für das Jahr 1790 greifen. Im Jahr 1955 wurde das Gebäude der St.-Helenen-Schule erbaut. 1978 wurde es im Zuge schulischer Zentralisierung anderen Zwecken zugeführt.